# Jörg Baberowski
Jörg Baberowski, född 24 mars 1961 i Radolfzell am Bodensee, är en tysk historiker och professor i östeuropeisk historia vid Humboldt-Universität zu Berlin. Han har också varit prefekt för institutionen  för historia vid samma universitet. Han är en ledande forskare inom Sovjetunionens historia, särskilt stalinismens terror.
På bokmässan i Leipzig år 2012 fick han priset för facklitteratur för boken Verbrannte Erde: Stalin Herrschaft der Gewalt.